# Peja (raper)
Peja, również Sykuś, właśc. Ryszard Waldemar Andrzejewski (ur. 17 września 1976 w Poznaniu) – polski raper, autor tekstów, producent muzyczny i przedsiębiorca. Współzałożyciel duetów Slums Attack z Icemanem, później DJ-em Decksem oraz Ski Skład z Wiśnixem. Prowadzi również działalność solową sygnowaną jako Rychu Peja SoLUfka (skrótowo RPS). Założyciel wytwórni płytowej RPS Enterteyment i marki odzieżowej Terrorym.
Jego albumy rozeszły się w nakładzie ponad pół miliona egzemplarzy w Polsce, zaś sam artysta został dwa razy nominowany do nagrody Fryderyka, w tym raz został laureatem. Ustanowił rekord i wraz z Tede stał się artystą z największą liczbą albumów w historii, które zadebiutowały na Polskiej liście przebojów – OLiS.
Współpracował z takimi wykonawcami, jak Nagły Atak Spawacza, Pięć Dwa, Tymon, Pezet, Magiera, Chada, Pih, Brahu, Born Juices, Mrozu, Trzeci Wymiar, Marek Dyjak, Jan Borysewicz, WSZ & CNE, Sweet Noise, Onyx, Ice-T, Jeru the Damaja, Masta Ace, AZ, Lukasyno, Kaen, Stan Borys, Kool G Rap, Hans, Sokół, Fu, DJ Zel, Włodi, Wojtas, Glaca, Fazi, Waco, Paluch, Kali, O.S.T.R., Hemp Gru, Ascetoholix, czy Young Multi i Young Igi.
W 2011 został sklasyfikowany na 1. miejscu listy 30 najlepszych polskich raperów według magazynu „Machina”. Publikacje na temat jego twórczości ukazały się m.in. w czasopismach „The New York Times” i „The Source”. W 2014 został nagrodzony statuetką Złotej Felgi za całokształt twórczości w polskim hip-hopie.

## Wczesne życie
Urodził się 17 września 1976 roku na poznańskich Jeżycach. Był synem Marioli (1951–1989) i Waldemara Andrzejewskich (1951–1996) i ma starszego o 3 lata brata, Zbigniewa (ur. 12 września 1973). Wychowywał się w rodzinie robotniczej, matka zmarła w dniu 15 grudnia 1989, gdy miał 13 lat. Ojciec ożenił się ponownie, zmarł 29 marca 1996 roku z powodu nowotworu. Ukończył Szkołę Podstawową nr 81 w Poznaniu. Hip-hopem zainteresował się w 1987 roku za sprawą albumu Licensed to Ill zespołu Beastie Boys. Kolejnymi twórcami, po których sięgał przyszły raper byli m.in. Run-D.M.C., Geto Boys, Ice-T, Ice Cube czy N.W.A. Równolegle Andrzejewski interesował się sportem, grał w piłkę nożną, uprawiał karate. W 1988 roku zainspirowany igrzyskami olimpijskimi w Seulu rozpoczął treningi judo. W latach 1988–1995 był wychowankiem klubu Olimpia Poznań. Uczestniczył w Drużynowych Mistrzostwach Polski juniorów i juniorów młodszych oraz turniejach w Niemczech, Austrii i Danii. W 1991 i 1992 roku został mistrzem Polski Młodzików. Muzyk posiada 1. stopień kyū w judo.

## Kariera muzyczna

### 1993–2000
W 1993 wraz z Marcinem „Icemanem” Maćkowiakiem znanym wówczas jako DJ Def założył grupę muzyczną Slums Attack. Pierwsze nagrania muzycy rejestrowali w domu na odtwarzaczu kaset magnetofonowych. Również w 1993 wydali pierwsze wydawnictwo pt. Demo Staszica. W 1995 ukazało się ich kolejne demo pt. Demo Studio Czad, a rok później – pierwszy album studyjny duetu pt. Slums Attack wydany nakładem własnym. Nagrania na wydawnictwie były inspirowane amerykańskim nurtem gangsta rap. W 1996 wydali singel „Mordercy”, który zapowiadał drugi album Slums Attack. W czerwcu 1997 nakładem PH Kopalnia ukazał się album pt. Zwykła codzienność. W ramach promocji został zrealizowany pierwszy w historii zespołu teledysk. Premiera nagrania odbyła się w programie Telewizji Polskiej Klipol. W 1997 Maćkowiak zrezygnował z występów w Slums Attack, jednak pozostał oficjalnym członkiem zespołu.
W 1998 Peja poznał Dariusza Działka, znanego jako DJ Decks, z którym kontynuował działalność Slums Attack. W nowym składzie zostało przygotowane demo z nagraniami, które przyczyniły się do podpisania kontraktu z wytwórnią muzyczną Camey Studio. W 1999 został wydany trzeci album pt. Całkiem nowe oblicze. Wydawnictwo ukazało się nakładem wytwórni muzycznej Camey Studio. Natomiast rok później ukazał się album pt. I nie zmienia się nic.

### 2000–2003
W 2000 wraz z Łukaszem Wiśniewskim założył zespół Ski Skład. W międzyczasie utwór rapera pt. „Rugbiści” trafił na kompilację promującą dokumentalny obraz To my, rugbiści. Również w 2000 wystąpił gościnnie na albumie związanego z czasopismem „Klan” – Tymona pt. Świntuszenie. Zwrotki rapera znalazły się piosence „Te rzeczy są fajne”. Remiks tejże piosenki trafił także na singel On jest za duży promujący płytę Tymona. W 2001 roku ukazał się piąty album Slums Attack pt. Na legalu?. Kompozycje z przeznaczeniem na płytę zostały zarejestrowane w studiu nagraniowym producenta muzycznego Magiery. Uległy one zniszczeniu wkrótce po nagraniach. Część odzyskanego materiału zarejestrowano ponownie w przeciągu trzech dni. Wydawnictwo odniosło niespodziewany przez muzyków sukces, sprzedając się w nakładzie przekraczającym 100 000 egzemplarzy. Płyta Na legalu? uzyskała nagrodę polskiego przemysłu fonograficznego Fryderyka w kategorii album roku – hip-hop. Również w 2001 odbyła się premiera filmu dokumentalnego pt. Blokersi w reżyserii Sylwestra Latkowskiego. Peja, obok związanego z warszawskim zespołem Grammatik raperem Eldo, był głównym bohaterem produkcji. Ponadto na płytę promującą obraz trafił utwór z repertuaru Slums Attack zatytułowany „Nie zmienia się nic” oraz dwa skity w wykonaniu muzyka: „Chłopaki którzy walczą – skit” i „Sianko z muzyki – skit”. W 2002 roku mimo sprzeciwu członków zespołu ukazała się kompilacja nagrań Slums Attack zatytułowana Uliczne historie. Wynagrodzenie z tytułu sprzedaży płyty zespół przekazał w całości na cele charytatywne. Tego samego roku Peja wystąpił gościnnie na drugim albumie warszawskiego zespołu WWO We własnej osobie w utworze „Chcesz być taki”. Kompozycja znalazła się także na singlu promującym tenże materiał – Damy radę. Muzyk gościł ponadto na debiutanckim albumie duetu producenckiego White House – Kodex w piosence „Mnie to nie zachwyca”.

### 2003–2005
W 2003 roku nakładem T1-Teraz ukazał się album Ski Skład zatytułowany Wspólne zadanie. Gościnnie na płycie wystąpili m.in. Fu, O.S.T.R., WNB i Analogia. Wydawnictwo promował singel pt. Dzień zagłady. Również w 2003 roku Peja gościł kolejno na albumach DJ-a 600V – 600°C, Włodiego – ...Jak nowonarodzony oraz Trzeciego Wymiaru – Cztery pory rapu. Ponadto pod koniec roku do sprzedaży trafił album zespołu Sweet Noise – Revolta, na którym Peja gościł w piosence. Do singla powstał również teledysk, który wyreżyserowali Mikołaj Górecki oraz lider Sweet Noise – Piotr Mohamed. Ciesząca się popularnością w kraju kompozycja uplasowała się m.in. na 4. miejscach Szczecińskiej Listy Przebojów i Listy Przebojów Polskiego Radia Pomorza i Kujaw. Rok później z niewyjaśnionych przyczyn zespół Ski Skład został rozwiązany. Również w 2003 roku Peja rozpoczął pracę nad kolejnym wydawnictwem zespołu Slums Attack. Pierwsze partie wokalne do około dziesięciu utworów zostały zarejestrowane w studiu nagraniowym należącym do Dominika „Donia” Grabowskiego związanego z zespołem Ascetoholix. Jednak w wyniku nieporozumień Peja zakończył współpracę z Grabowskim, który przygotował również część bitów z przeznaczeniem na płytę. Latem 2004 roku w zmienionym studiu nagrań kontynuowano prace we współpracy z producentami muzycznymi Tabbem i Magierą. Ponadto nad kompozycjami pracował DJ Decks, wraz z którym zarejestrowane zostały m.in. utwory „Kurewskie życie” i „Reprezentuje biedę”. Od października do grudnia zrealizowano kolejne utwory w studiu Noise Records należącym do Piotra „Glacy” Mohameda. W związku z brakiem kontraktu fonograficznego i nieuregulowaną sytuacją prawną z wytwórnią T1-Teraz została opóźniona premiera nowego wydawnictwa.

### 2005–2009

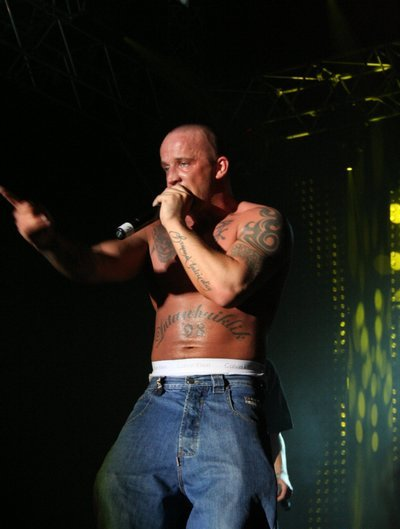
Peja podczas koncertu z okazji piętnastolecia działalności artystycznej 17 maja 2008 roku w Poznaniu

7 lutego 2005 nakładem wytwórni muzycznej Fonografika został wydany dwupłytowy album zatytułowany Najlepszą obroną jest atak. Album zadebiutował na 2 miejscu listy OLiS w Polsce. Także w 2005 roku Peja gościł na debiutancki albumie Medi Top Glona – Nieznośny luz bycia. Muzyk wystąpił w piosenkach „Wieżowiec” i „Luta w huii dobrze w huii”. Andrzejewski wystąpił ponadto na debiucie solowym znanego z występów w zespole Wzgórze Ya-Pa 3 Wojtasa – Moja gra. 20 października 2006 roku ukazał się siódmy album Slums Attack pt. Szacunek ludzi ulicy. Wydawnictwo uzyskało status złotej płyty, sprzedając się w nakładzie 15 000 egzemplarzy. Kompozycje zostały zarejestrowane w Druga Strefa Records w Poznaniu. Głównym producentem był DJ Decks, beaty przygotowali również Sqry, DJ-a Zela, Bartka Zielonego (Tabb) i DJ Story. Wcześniej, we wrześniu ukazała się kompilacja Waco Records Sampler 2006 Vol.1 z utworem „Promuj męskie” w wykonaniu zespołu Instynkt i Pei. Natomiast pod koniec 2006 roku ukazała się składanka Prosto Mixtape Deszczu Strugi, na potrzeby której Peja nagrał wraz z Chadą piosenkę zatytułowaną „Pod prąd”. Rok później Peja wystąpił gościnnie na albumach Wchodzę do gry – Braha w utworze „Miejska giełda” oraz Krew i dusza – Fusznika – w piosence „Gangsterskie fanaberie”. Na początku 2008 roku raper wystąpił na debiutancki albumie Sandry Skowrońskiej pt. Wszystko albo nic. Zwrotka Pei znalazła się w promowanym teledyskiem utworze pt. „Kiedy proszę” (gościnnie: Peja, Daria). Kolejno Andrzejewski gościł na płytach Gandziora – My, ulica, rap, kolektywu LWWL – Stona siedzi na ulicy mixtape, DJ Decks – Mixtape 4, Mona – FeroMony – Mixtape Vol.1, Masseya – Człowiek z blizną, PTP – Ulice tego słuchają oraz Tewu – Ślad po sobie. 31 października tego samego roku raper wystąpił podczas koncertu charytatywnego Hip-Hop Dzieciom w poznańskim klubie Eskulap. Natomiast 6 grudnia ukazał się pierwszy solowy album rapera zatytułowany Styl życia G’N.O.J.A. Wkrótce potem dwupłytowe wydawnictwo uzyskało status złotej płyty, sprzedając się w nakładzie 7500 egzemplarzy. Jeszcze w grudniu do sprzedaży trafił materiał Piha z udziałem Pei – Kwiaty zła. W kwietniu 2009 roku do sprzedaży trafiły trzy płyty z gościnnym udziałem Peji: Pewniak – Palucha, Droga – Hemp Gru oraz Poeci – White House. Na ostatniej z płyt muzyk wystąpił z interpretacją utworu „Pijak – Jacka Kaczmarskiego. Następnie Andrzejewski gościł na albumie Słonia – Chore melodie w utworze „Ssij go”.

### 2009–2013
17 września, także 2009 roku ukazał się drugi album solowy Andrzejewskiego pt. Na serio. Peja do współpracy zaprosił m.in. takich wykonawców jak Pih, który wystąpił w utworze „Zbyt dużo bólu”, Mrozu w utworze „Poszukując ideału”, Kaczor w utworze „Śmiertelna pasja rap” czy Marek Pospieszalski w utworze „Kochana mamo”. Nagrania wyprodukowali m.in. Magiera, Brahu i Sqra, którzy zawarli w kompozycjach wpływy takich stylów muzycznych jak West Coast hip-hop czy crunk. W tekstach Andrzejewski opisuje m.in. wolny styl życia, refleksje nad sławą, moralność czy miłość. Również we wrześniu zwrotki rapera znalazły się na albumach Vixena – New-Ton oraz Firma – NieLegalne Rytmy. Kontynuacja
|„Mam wyjebane (Remix)” (gościnnie: Peja, Popek)
|. Jeszcze w 2009 roku do sprzedaży trafił album Ramony 23 – Uliczny flowklor, na którym Peja rapował u boku Rafiego w utworze „Od kołyski aż po grób”. W lutym 2010 roku raper został wyróżnionym tytułem freestyle’owca roku w plebiscycie Podsumowanie 2009 serwisu Poznanskirap.com. W międzyczasie muzyk powołał wytwórnię płytową RPS Enterteyment. Pierwsza w katalogu wytwórni była płyta poznańskiego rapera Kobry zatytułowana Na żywo z miasta grzechu (2010). Wcześniej Peja gościł na mixtape’ach Buczera – Podejrzany o rap: mixtape Vol.2 i formacji Spółdzielnia (Ogarnij Się!) – Mixtape 4 – DJ Feel-X. Następnie raper wystąpił na płytach Bosskiego Romana – Krak 3, Piha – Dowód rzeczowy nr 1, Instynkt – Kto ma ten przetrwa oraz DDK RPK – Słowo dla ludzi cz.1. W 2011 roku ukazał się kolejny studyjny album duetu Slums Attack pt. Reedukacja. Był to powrót duetu po pięcioletniej przerwie, podczas której lider zespołu wydawał pozycje solowe takie jak Na serio czy Styl życia G’N.O.J.A. Płyta zadebiutowała na 1. miejscu listy OLiS w Polsce. W kolejnych latach raper wspólnie z DJ-em Decksem kontynuował działalność Slums Attack. We wrześniu 2012 r. został wydany dziewiąty album zespołu pt. CNO2 (skrót od Całkiem nowe oblicze 2). Płyta była kontynuacją tytułu z 1999 roku – Całkiem nowe oblicze. Nagrania zadebiutowały na 1. miejscu zestawienia OLiS. Także w tym czasie udzielił się gościnnie na płytach takich artystów jak: Trzeci Wymiar, Paluch, White House czy Kroolik Underwood oraz Bas Tajpan. W 2012 roku raper wziął także udział w inicjatywie związanego z krakowskim składem Firma – Bosskiego Romana i działacza sportowego Artura Pszczółkowskiego pod nazwą Drużyna mistrzów. Na potrzeby kampanii społecznej promującej sport powstała kompilacja różnych wykonawców pod tym samym tytułem. Na albumie znalazł się m.in. utwór „Wierz w siebie”, który Peja nagrał wraz z RDW i Dobrzanem. Pod koniec 2012 r. raper wydał kompilację pt. Rozwój ponad standard, podsumowującą pierwsze dwa lata działalności wydawniczej swojej wytwórni RPS Enterteyment.

### 2013–2016
W roku 2013 Peja skupił się na działalności wydawniczej oraz pozyskiwaniu nowych członków wytwórni RPS Enterteyment. Udzielał się także gościnnie na płytach takich raperów jak: Viruz, RDW, Dixon37, Kroolik Underwood oraz Paluch. Jako duet Slums Attack wydali w październiku oraz grudniu 2013 r. dwie kompilacje pt. 20/20 Evergreen wydaną z okazji 20-lecia istnienia zespołu oraz B-Sides zawierający utwory z lat 1997–2012. Album 20/20 Evergreen zadebiutował na drugim miejscu listy OLiS.
Od stycznia do września 2014 r. raper oraz duet producencki White House pracowali nad albumem zatytułowanym Książę aka. Slumilioner, który zadebiutował na 2. miejscu zestawienia OLiS, a 3 grudnia 2014 płyta uzyskała status złotej, sprzedając się w nakładzie 15 tys. egzemplarzy. Gościnnie w nagraniach wzięli udział wokalista zespołu My Riot – Piotr „Glaca” Mohamed, wokalista zespołu Nekromer – Hellfield, artysta solowy Marek Dyjak oraz raperzy Kroolik Underwood, Dono, Azyl, Śliwa, Bezczel, RDW, Jeru the Damaja, AZ, De2s, Toony, Gandzior i Greckoe. 2 marca 2016 roku album uzyskał status platynowej płyty.
15 kwietnia 2016 roku ukazał się singel pt. „Grand Champ”, a 6 dni później drugi pt. „S.L.U.M.S.” zapowiadające piąty album studyjny rapera, pt. DDA. Album ukazał się 22 kwietnia 2016 roku nakładem Fonografiki. Za produkcje całego albumu odpowiada DJ Zel, z kolei wśród gości pojawili się: Wilku, Buczer, Dono, RDW, Fu, DVJ Rink, DJ Danek, Śliwa, Sokół, Marysia Starosta, Lukasyno, 3 Credits, Pih, Michał Wiraszko oraz Ryfa Ri.

### Od 2017
W 2017 zakończył współpracę z wytwórnią muzyczną Fonografika i rozpoczął pracę nad długo zapowiadanym albumem Slums Attack pt. Remisja. 7 kwietnia 2017, nakładem należącej do Andrzejewskiego oficyny RPS Enterteyment w dystrybucji My Music, ukazał się album Remisja, wydany pod szyldem Peja/Slums Attack bez udziału DJ-a Decksa, którego zastąpił pochodzący z gdańskiego Przymorza raper i producent muzyczny Bartłomiej „Brahu” Wawrzyniak. Nagrania dotarły do 1. miejsca zestawienia OLiS.
Wiosną 2018 TVN rozpoczął emisję trzeciego sezonu programu Agent – Gwiazdy z udziałem Pei, w którym raper dotarł do 10. odcinka. W tym samym roku dograł się raperowi Kaz Bałagane do utworu „Wpisane w koszta” z albumu Chleb i miód i raperowi Young Igi do utworu „Lego” z albumu Konfetti.
W okresie od 2017 do 2023 wydał 8 albumów (5 albumów i 3 minialbumy) jako Slums Attack. Z płytami w większości dotarł do pierwszego miejsca na liście OLiS.
Po 2017 często wypowiadał się na temat aktualnej sytuacji społeczno-politycznej w kraju i zagranicą. W 2020 po zaostrzeniu przepisów dotyczących aborcji w Polsce skrytykował działania rządu Prawa i Sprawiedliwości, twierdząc że partia „ubezwłasnia kobiety”, wprowadzając „czerwone strefy” przy jednoczesnym braku odpowiedzialności, spędzając czas na „rekonstrukcji rządu”. Zaznaczył, że w Polsce doszło do zaniedbania ludzi, ich sytuacji ekonomicznej oraz wykluczeniu ludzi chorych i po próbach samobójczych. W 2022 po Rosyjskiej inwazji na Ukrainę wziął udział w charytatywnym koncercie na rzecz wsparcia charytatywnego dla Ukrainy zorganizowany przez miasto Poznań. Sprzeciwił się konfliktowi izraelskiemu-palestyńskiemu i wyraził jednoznaczne poparcie dla Palestyny, m.in. po śmierci Polaka w Strefie Gazy 1 kwietnia. Pod koniec 2023 zaatakował słownie prezydenta Warszawy, Rafała Trzaskowskiego po próbie zablokowania „marszu solidarności z Palestyną”.
W 2023 Slums Attack obchodziło 30 lecie istnienia, z tej okazji Peja zagrał koncerty aby uczcić jubileusz. Obok rapera na scenie wystąpili: DJ Decks, Hemp Gru, Sokół, Liroy, Lukasyno, Iceman, Zbuku, Floral Bugs, Szymi Szyms, Kobra, Miły ATZ, Intruz, Gandi Ganda, Lord Willin, Graca, DVJ. Rink, Lasio Companija oraz DJ Danek

## Procesy sądowe
12 września 2009 podczas koncertu Pei w ramach „Winobrania 2009”, święta Zielonej Góry, doszło do incydentu, podczas którego poszkodowany został piętnastoletni uczestnik koncertu. Tuż po wykonaniu piosenki „Głucha noc” raper zareagował na gest (środkowy palec, przyp.), jaki przez cały czas trwania koncertu miał wykonywać jego małoletni uczestnik. Raper skierował do uczestnika koncertu szereg wyzwisk, a następnie podburzył innych uczestników koncertu do zaatakowania go. Zdarzeniu ze sceny przyglądał się raper, który krzyczał „...tak kończą frajerzy...”. 15 września na Komendzie Policji w Zielonej Górze zawiadomienie o przestępstwie założył ojciec poszkodowanego uczestnika koncertu.
Kierownik Urzędu Miejskiego w Zielonej Górze zapowiedział, iż organizator koncertu – firma ASPE, poniesie konsekwencje. Rzecznik organizatora oświadczył, iż firma miała świadomość o podwyższonym ryzyku związanym z organizacją koncertu rapera, a firma, której powierzono zabezpieczenie imprezy, wywiązała się z zadania. Firma wyraziła później wyrazy ubolewania w związku z zaistniałą sytuacją, a także zapewniła o dołożeniu wszelkich starań w ustaleniu sprawców pobicia piętnastolatka. Z kolei prezydent miasta Zielonej Góry wysłał do wszystkich urzędów miejskich w Polsce informację, przestrzegając przed zapraszaniem Pei na koncerty, gdyż zachowanie muzyka zagraża zdrowiu i życiu uczestników imprez. Wydarzenie skomentował psycholog społeczny Janusz Czapiński, który zarzucił muzykowi brak świadomości oddziaływania na uczestników koncertu.
Wydarzenie stało się przyczynkiem podziału na krajowej scenie muzyki hip-hopowej. Wyrazy poparcia Pei udzielili m.in. związany z Killaz Group – Kaczor, który skomentował incydent w następujący sposób: „Jeśli miał odwagę (poszkodowany, przyp.) pokazywać środkowy palec, powinien również mieć odwagę ponieść konsekwencje”. Z kolei popularny w latach 90. XX w. raper Liroy dodał: „Agresja zawsze wraca do nas i to jest tego przykład”. Z kolei związany z poznańskim składem Pięć Dwa – raper Hans powiedział: „Podobno list w sprawie incydentu w Zielonej Górze zostanie wysłany do wszystkich samorządów, jeśli tak, odbije się to prawdopodobnie na większości artystów kojarzonych ze sceną polskiego Rapu. Mam nadzieję, że nie zostaniemy wszyscy wrzuceni do jednego worka. Na koncertach Pięć Dwa Dębiec nigdy nie miała miejsca podobna sytuacja. Dobijam do trzydziestki i miałbym dać się sprowokować krzyczącemu nastolatkowi, który nas nie lubi? To śmieszne. Pięć Dwa jest zdecydowanie ponad to”.
Negatywnie o zdarzeniu wyraził się warszawski raper „Tede”. Konsekwencją słów Tedego był długotrwały beef pomiędzy muzykami. Na fali krytyki, jaka spłynęła na Peję, z organizacji koncertu wycofały się wkrótce władze miasta Andrychów. Muzyka wziął w obronę dziennikarz muzyczny i animator kultury hip-hop Hirek Wrona, który tłumaczył, iż raper pochodzi ze specyficznego środowiska rządzącego się własnymi prawami. Po przeprowadzonym dochodzeniu o spowodowanie bójki został oskarżony sam raper, który w odpowiedzi na obraźliwe gesty ze strony nastolatka najpierw go wulgarnie zwymyślał, a następnie – po widocznym braku reakcji ze strony ochrony – zachęcił tłum do jego pobicia, przy czym pobita została inna osoba, niż ta wyzywająca. Przeciwko Andrzejewskiemu został skierowany do sądu akt oskarżenia, w którym zarzuca mu się podżeganie do linczu. Raper przyznał się do stawianych mu zarzutów i wyraził chęć dobrowolnego poddania się karze.
Muzyk wystosował również następujące oświadczenie: „Nie przewidziałem gwałtowności reakcji tłumu oraz tego, iż zdarzenia przybiorą taki obrót. Nie może to jednak tłumaczyć do końca mojego zachowania. Jestem świadom, iż na artyście ciąży wielka odpowiedzialność, obejmująca także panowanie nad emocjami w sytuacjach podobnych do tych, jakie miały miejsce podczas koncertu w Zielonej Górze. Przyznaję, że tego wieczoru nie udało mi się sprostać temu zadaniu, za co jeszcze raz wszystkich przepraszam”. 6 kwietnia 2010 roku Sąd Rejonowy w Zielonej Górze wydał wyrok w sprawie zajścia w Zielonej Górze. Raper został ukarany grzywną w wysokości 6 tys. złotych, nawiązką na cel społeczny oraz kosztami procesu i odszkodowaniem dla poszkodowanego nastolatka. Pod koniec 2009 roku zawiadomienie do Prokuratury Rejonowej w Lesznie w sprawie o nawoływanie do zabijania policjantów złożył szef Ogólnopolskiego Komitetu Obrony przed Sektami Ryszard Nowak. Zdaniem Nowaka raper publicznie w trakcie wykonywania utworu pt. „997” nawoływał do popełnienia zbrodni, za co grozi kara do lat 3 pozbawienia wolności. W lutym 2010 roku prokuratura odmówiła wszczęcia postępowania w sprawie. Decyzję prokuratury podtrzymał Sąd Rejonowy w Lesznie.

## Życie prywatne
W latach 90. poznał swoją przyszłą żonę Monikę, z którą ożenił się po czterech latach narzeczeństwa. Para wzięła rozwód kilka lat później. W 2012 roku ożenił się ze swoją menadżerką i wieloletnią narzeczoną Pauliną Stefańską. Mają dwoje dzieci: córkę Lilię (ur. styczeń 2013) i syna Hugo (ur. 8 marca 2018).
W 2010 roku otrzymał wyróżnienie Polskiego Związku Judo – honorową srebrną odznakę za zasługi dla sportu w kraju. Trenował również brazylijskie jiu-jitsu. Pracował na dziecięcych turniejach sztuk walki.
W przeszłości był uzależniony od narkotyków, oraz głównie od alkoholu. Od 2010 pozostaje w abstynencji. Stwierdził iż to pozwoliło mu uniknąć konsekwencji prawnych a zwłaszcza zdrowotnych oraz przestrzegał inne osoby przed zażywaniem substancji psychoaktywnych. Stwierdził, że najgorszą rzeczą w legalizacji konopi indyjskich jest nazywanie ich narkotykiem zamiast używką.

## Dyskografia
Albumy studyjne
- Styl życia G’N.O.J.A. (2008)
- Na serio (2009)
- Czarny wrzesień (2010)
- Książę aka. Slumilioner (2014)
- DDA (2016)

Albumy Slums Attack
- Slums Attack (1996)
- Zwykła codzienność (1997)
- Całkiem nowe oblicze (1999)
- I nie zmienia się nic (2000)
- Na legalu? (2001)
- Najlepszą obroną jest atak (2005)
- Fturując (2006)
- Szacunek ludzi ulicy (2006)
- Reedukacja (2011)
- CNO2 (2012)
- B-Sides (2013)
- 20/20 Evergreen (2013)
- Remisja (2017)
- 25 godzin (2018)
- G.O.A.T. (2019)
- 2050 (2020)
- Black Album (2020)
- AR-15 (2020)
- Ricardo (2021)
- ** ****** (2021)
- Hip Hop 50 (2023)
- XXXL Trzecia Dekada (2023)
- depeche mood (2024)

Albumy Ski Skład
- Wspólne zadanie (2003)

Albumy w RPS Enterteyment
- Rozwój Ponad Standard (2012)

## Filmografia
| Tytuł           | Rok  | Uwagi                                                          | Źródło  |
| --------------- | ---- | -------------------------------------------------------------- | ------- |
| Blokersi        | 2001 | jako on sam, film dokumentalny, reżyseria: Sylwester Latkowski | [ 142 ] |
| Ziomek          | 2006 | dubbing, serial animowany, reżyseria: Laurent Nicolas          | [ 142 ] |
| Agent – Gwiazdy | 2018 | reality show na antenie TVN                                    | [ 143 ] |

## Nagrody i wyróżnienia
| Rok  | Kategoria                                                            | Nagroda                               | Uwagi      | Źródło  |
| ---- | -------------------------------------------------------------------- | ------------------------------------- | ---------- | ------- |
| 2002 | Album Roku – Hip-Hop (Slums Attack – Na legalu?)                     | Fryderyki 2002                        | Laureat    | [ 21 ]  |
| 2003 | Najlepszy Polski Wykonawca                                           | MTV Europe Music Awards               | Nominacja  | [ 144 ] |
| 2004 | Reżyseria (Slums Attack – „Życie kurewskie”)                         | Yach Film                             | Laureat    | [ 145 ] |
| 2004 | Zdjęcia (Slums Attack – „Życie kurewskie”)                           | Yach Film                             | Nominacja  | [ 146 ] |
| 2005 | –                                                                    | Srebrna odznaka (Polski Związek Judo) | Laureat    | [ 14 ]  |
| 2007 | Wykonawca roku 2006                                                  | Plebiscyt WuDoo/Hip-Hop.pl.           | Nominacja  | [ 147 ] |
| 2009 | Album roku 2008 (Styl życia G’N.O.J.A)                               | Plebiscyt Wudoo/Hip-Hop.pl            | Nominacja  | [ 148 ] |
| 2009 | freestyle’owiec roku                                                 | Podsumowanie 2009/Poznanskirap.com    | Laureat    | [ 72 ]  |
| 2011 | Polski wykonawca roku 2010                                           | Plebiscyt WuDoo/Hip-Hop.pl            | Laureat    | [ 149 ] |
| 2011 | Freestyle’owiec Roku 2010                                            | Podsumowanie 2010/Poznanskirap.com    | 1. miejsce | [ 150 ] |
| 2011 | Album Roku 2010 (Na serio)                                           | Podsumowanie 2010/Poznanskirap.com    | 2. miejsce | [ 150 ] |
| 2011 | Artysta Roku 2010                                                    | Podsumowanie 2010/Poznanskirap.com    | 2. miejsce | [ 150 ] |
| 2011 | Impreza Roku 2010 (koncert promocyjny „Na Serio”)                    | Podsumowanie 2010/Poznanskirap.com    | 8. miejsce | [ 150 ] |
| 2011 | Impreza Roku 2010 (Paul Wall, Peja, Kaczor, Gandzior, Trzeci Wymiar) | Podsumowanie 2010/Poznanskirap.com    | 5. miejsce | [ 150 ] |
| 2011 | Teledysk Roku 2010 („Szkoła życia”)                                  | Podsumowanie 2010/Poznanskirap.com    | 4. miejsce | [ 150 ] |
| 2011 | Wydarzenie Roku 2010 (Beef Peja vs Tede)                             | Podsumowanie 2010/Poznanskirap.com    | 1. miejsce | [ 150 ] |
| 2011 | Wydarzenie Roku 2010 (Zdarzenie na koncercie w Zielonej Górze)       | Podsumowanie 2010/Poznanskirap.com    | 6. miejsce | [ 150 ] |
| 2015 | Album roku hip-hop (Książę aka. Slumilioner)                         | Fryderyki 2015                        | Nominacja  | [ 151 ] |
| 2023 | Poznański raper 30-lecia                                             | Popkiller                             | Laureat    | [ 152 ] |